# Unapool
Unapool är en by i Highland i Skottland. Byn är belägen 2 km 
från Kylestrome. Orten har 57 invånare (2011).